# Abbecourt
|  | No s'ha de confondre amb Abbécourt. |

Abbecourt és un municipi francès, situat al departament de l'Oise i a la regió dels Alts de França. L'any 2007 tenia 760 habitants.

## Demografia

### Població
El 2007 la població de fet d'Abbecourt era de 760 persones. Hi havia 278 famílies de les quals 52 eren unipersonals (8 homes vivint sols i 44 dones vivint soles), 95 parelles sense fills, 119 parelles amb fills i 12 famílies monoparentals amb fills.
La població ha evolucionat segons el següent gràfic:
Habitants censats

### Habitatges
El 2007 hi havia 302 habitatges, 278 eren l'habitatge principal de la família, 10 eren segones residències i 14 estaven desocupats. 295 eren cases i 5 eren apartaments. Dels 278 habitatges principals, 246 estaven ocupats pels seus propietaris, 24 estaven llogats i ocupats pels llogaters i 8 estaven cedits a títol gratuït; 1 tenia una cambra, 10 en tenien dues, 21 en tenien tres, 66 en tenien quatre i 179 en tenien cinc o més. 244 habitatges disposaven pel capbaix d'una plaça de pàrquing. A 100 habitatges hi havia un automòbil i a 169 n'hi havia dos o més.

### Piràmide de població
La piràmide de població per edats i sexe el 2009 era:
| Homes | Edats   | Dones |
| ----- | ------- | ----- |
| 0     | 95 o +  | 0     |
| 0     | 90 a 94 | 0     |
| 0     | 85 a 89 | 4     |
| 4     | 80 a 84 | 8     |
| 8     | 75 a 79 | 8     |
| 4     | 70 a 74 | 4     |
| 4     | 65 a 69 | 4     |
| 24    | 60 a 64 | 16    |
| 36    | 55 a 59 | 44    |
| 28    | 50 a 54 | 36    |
| 20    | 45 a 49 | 24    |
| 24    | 40 a 44 | 28    |
| 20    | 35 a 39 | 20    |
| 32    | 30 a 34 | 32    |
| 0     | 25 a 29 | 16    |
| 20    | 20 a 24 | 16    |
| 24    | 15 a 19 | 24    |
| 20    | 10 a 14 | 28    |
| 12    | 5 a 9   | 28    |
| 8     | 0 a 4   | 12    |

## Economia
El 2007 la població en edat de treballar era de 505 persones, 376 eren actives i 129 eren inactives. De les 376 persones actives 348 estaven ocupades (183 homes i 165 dones) i 29 estaven aturades (13 homes i 16 dones). De les 129 persones inactives 53 estaven jubilades, 34 estaven estudiant i 42 estaven classificades com a «altres inactius».

### Ingressos
El 2009 a Abbecourt hi havia 276 unitats fiscals que integraven 756,5 persones, la mediana anual d'ingressos fiscals per persona era de 21.472 €.

### Activitats econòmiques
Dels 21 establiments que hi havia el 2007, 1 era d'una empresa extractiva, 1 d'una empresa de fabricació d'altres productes industrials, 9 d'empreses de construcció, 4 d'empreses de comerç i reparació d'automòbils, 1 d'una empresa de transport, 1 d'una empresa d'hostatgeria i restauració, 1 d'una empresa financera, 1 d'una empresa immobiliària, 1 d'una empresa de serveis i 1 d'una entitat de l'administració pública.
Dels 10 establiments de servei als particulars que hi havia el 2009, 1 era un taller de reparació d'automòbils i de material agrícola, 1 paleta, 1 guixaire pintor, 2 fusteries, 1 lampisteria, 3 electricistes i 1 restaurant.
L'any 2000 a Abbecourt hi havia 8 explotacions agrícoles.

## Equipaments sanitaris i escolars
El 2009 hi havia una escola elemental integrada dins d'un grup escolar amb les comunes properes formant una escola dispersa.

## Poblacions més properes
El següent diagrama mostra les poblacions més properes.